# ナジ・ヨージェフ (1892年生のサッカー選手)
ナジ・ヨージェフ（Nagy József、1892年10月15日 - 1963年1月22日）は、ハンガリー・ブダペスト出身の元サッカー選手、元サッカー指導者。現役時代のポジションはフォワード。

## 経歴
指導者として主にスウェーデンの地で活躍し、1930年代前半にはセリエAに所属していたボローニャFCやジェノアCFCでも指揮を執った。また、スウェーデン代表の監督としてはパリオリンピックや1934 FIFAワールドカップ、1938 FIFAワールドカップを戦う同代表を率いた。後者の1938年大会では、チームをベスト4に導いたが、母国ハンガリー代表との試合で4-1と大敗して大会を終えた。

## タイトル

### クラブ
MTKブダペストFC
- NB I : 4回 (1918-19, 1919-20, 1920-21, 1921-22)

### 監督
スウェーデン代表
- オリンピック銅メダル : 1回 (1924)